# Soufré (papillon)
Pour les articles homonymes, voir Soufre (homonymie).
Colias hyale
Espèce
Statut de conservation UICN

 LC : Préoccupation mineure

Le Soufré (Colias hyale) est une espèce de lépidoptères de la famille des Pieridae, de la sous-famille des Coliadinae et du genre Colias.

## Dénomination
Colias hyale a été nommé par Carl von Linné en 1758. C'est l'espèce type pour le genre.

### Noms vernaculaires
Le Soufré se nomme Pale Clouded Yellow en anglais, Goldene Acht ou Gemeine Heufalter en allemand, gele luzernevlinder en néerlandais et Szlaczkoń siarecznik en polonais.

### Sous-espèces
- Colias hyale hyale en Europe, en Ukraine et dans le sud de la Russie
- Colias hyale alta (Staudinger, 1886)
- Colias hyale altaica (Verity, 1911) danq l'Altaï.
- Colias hyale irkutskana (Stauder, 1924)
- Colias hyale palidis (Fruhstorfer, 1910) dans l'est de la Sibérie
- Colias hyale novasinensis (Reissinger, 1989) dans le Ganzu.

## Description

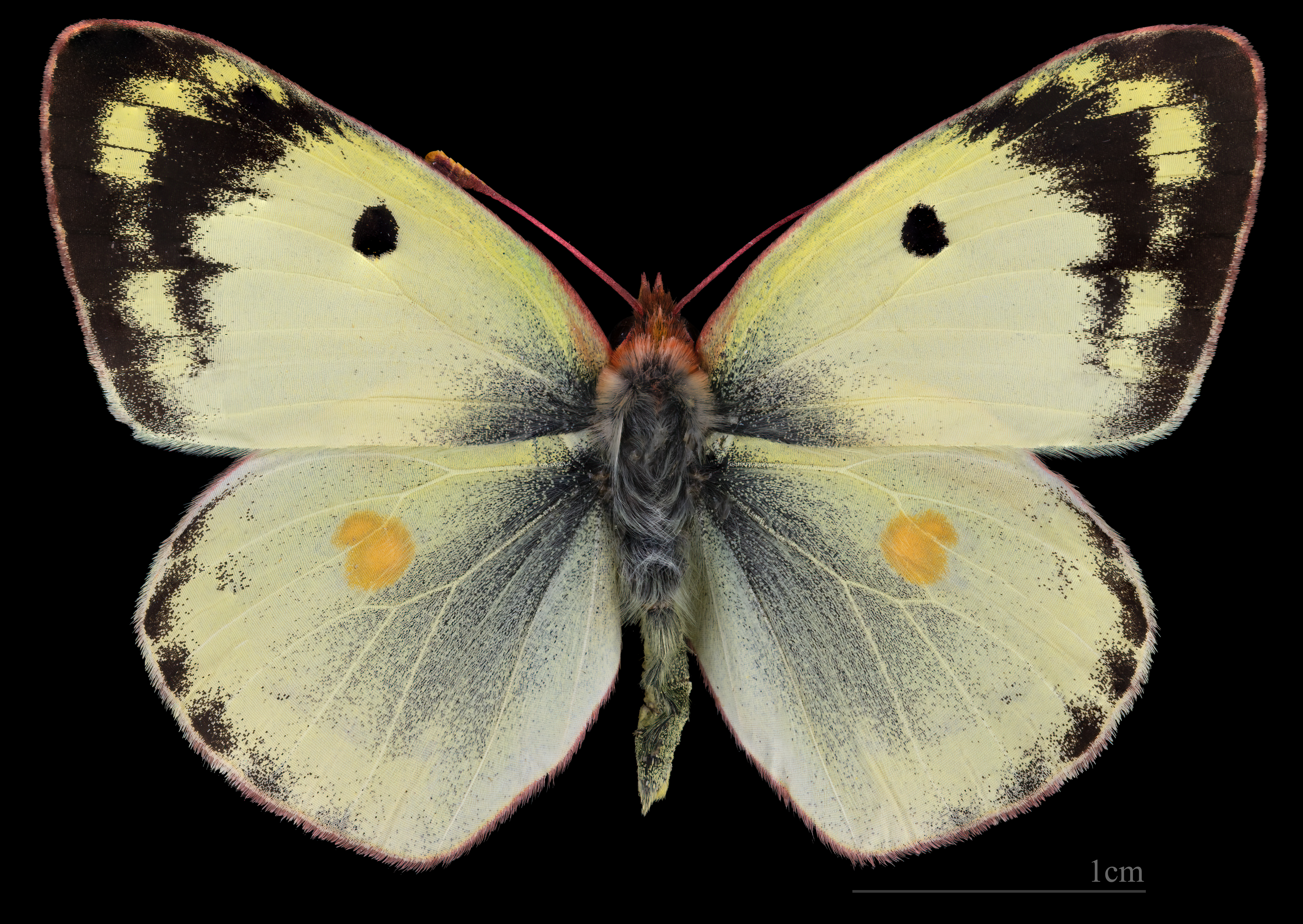
Colias hyale ♂ MHNT
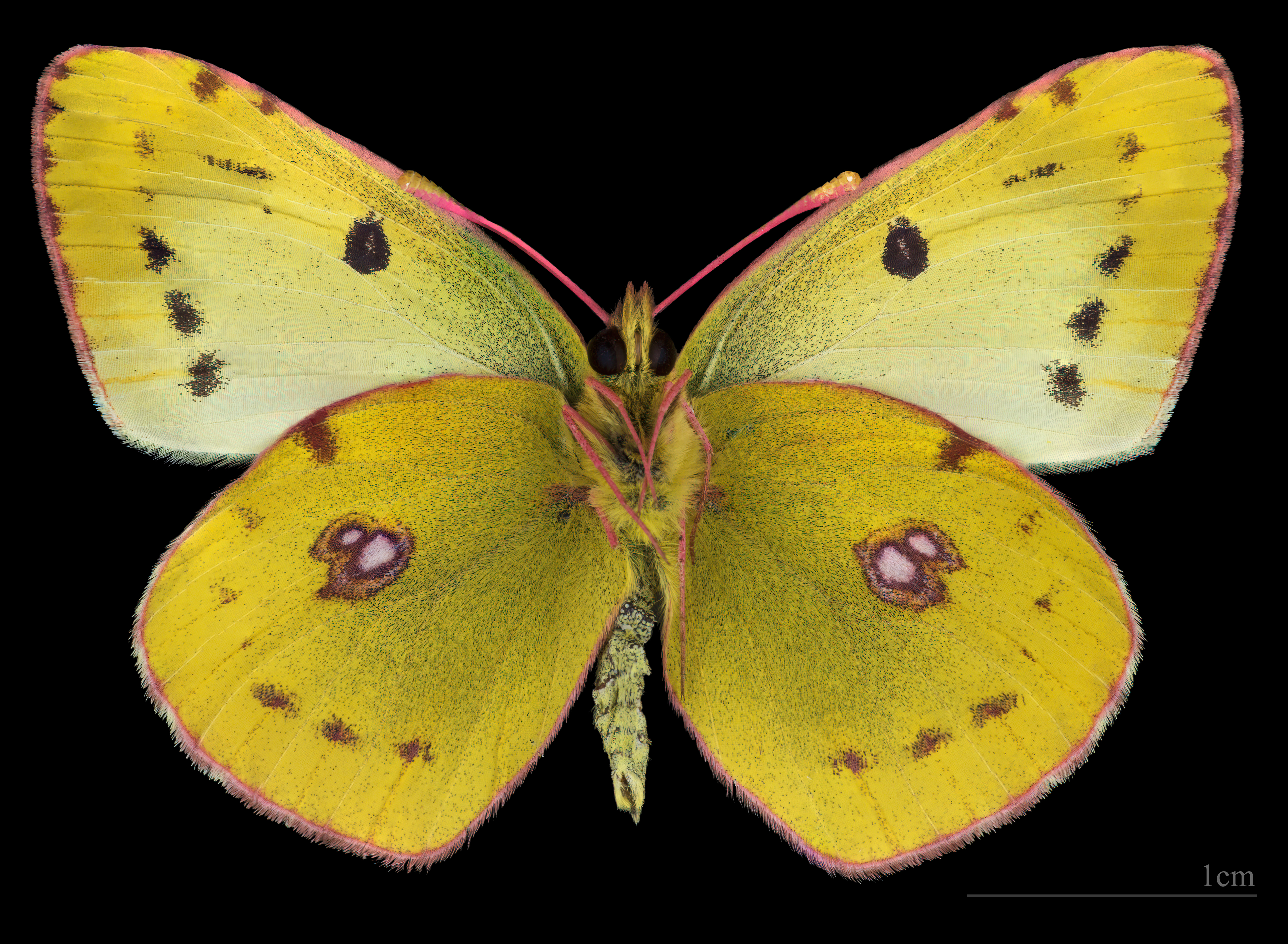
Colias hyale ♂△	MHNT
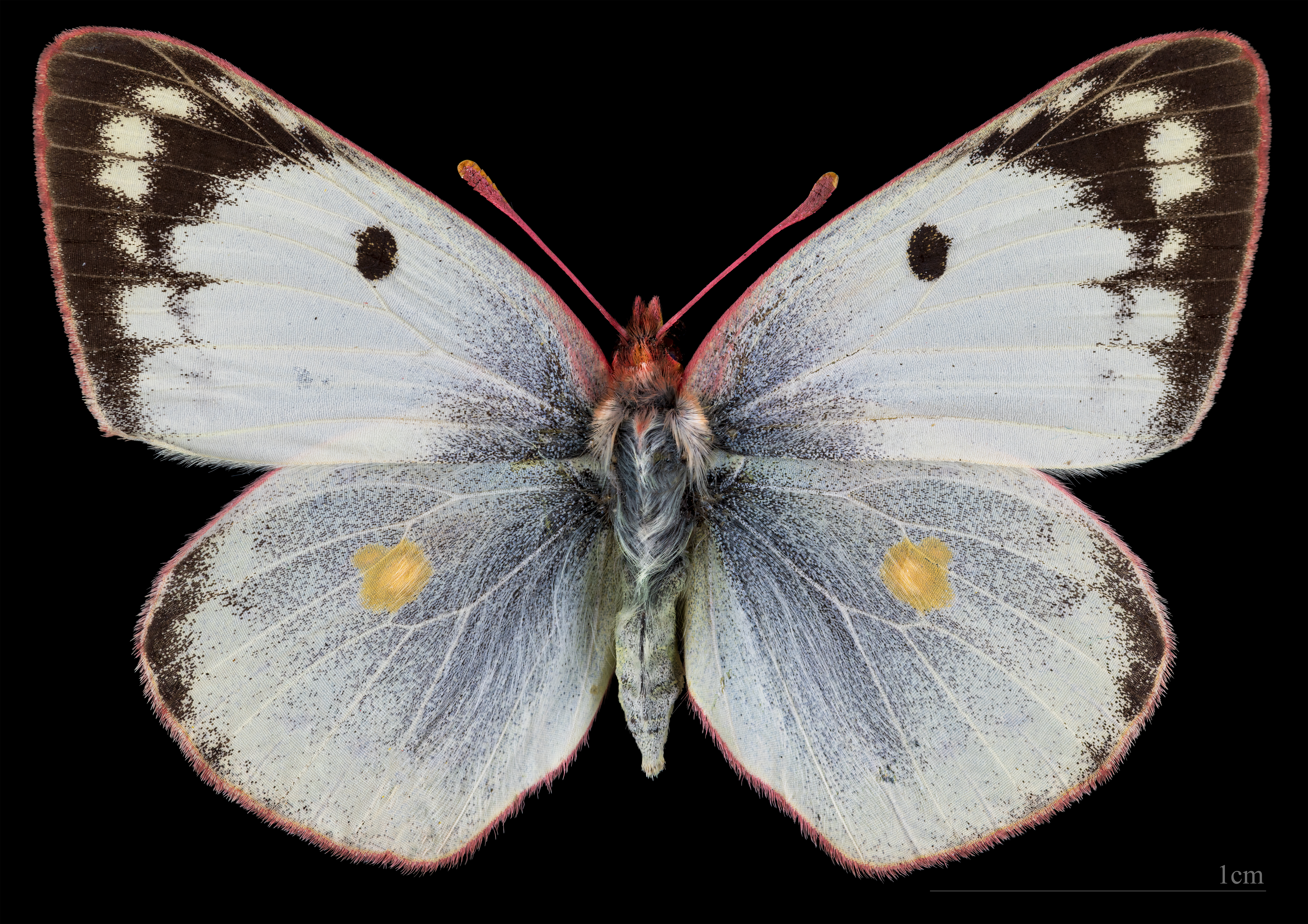
Colias hyale ♀ MHNT
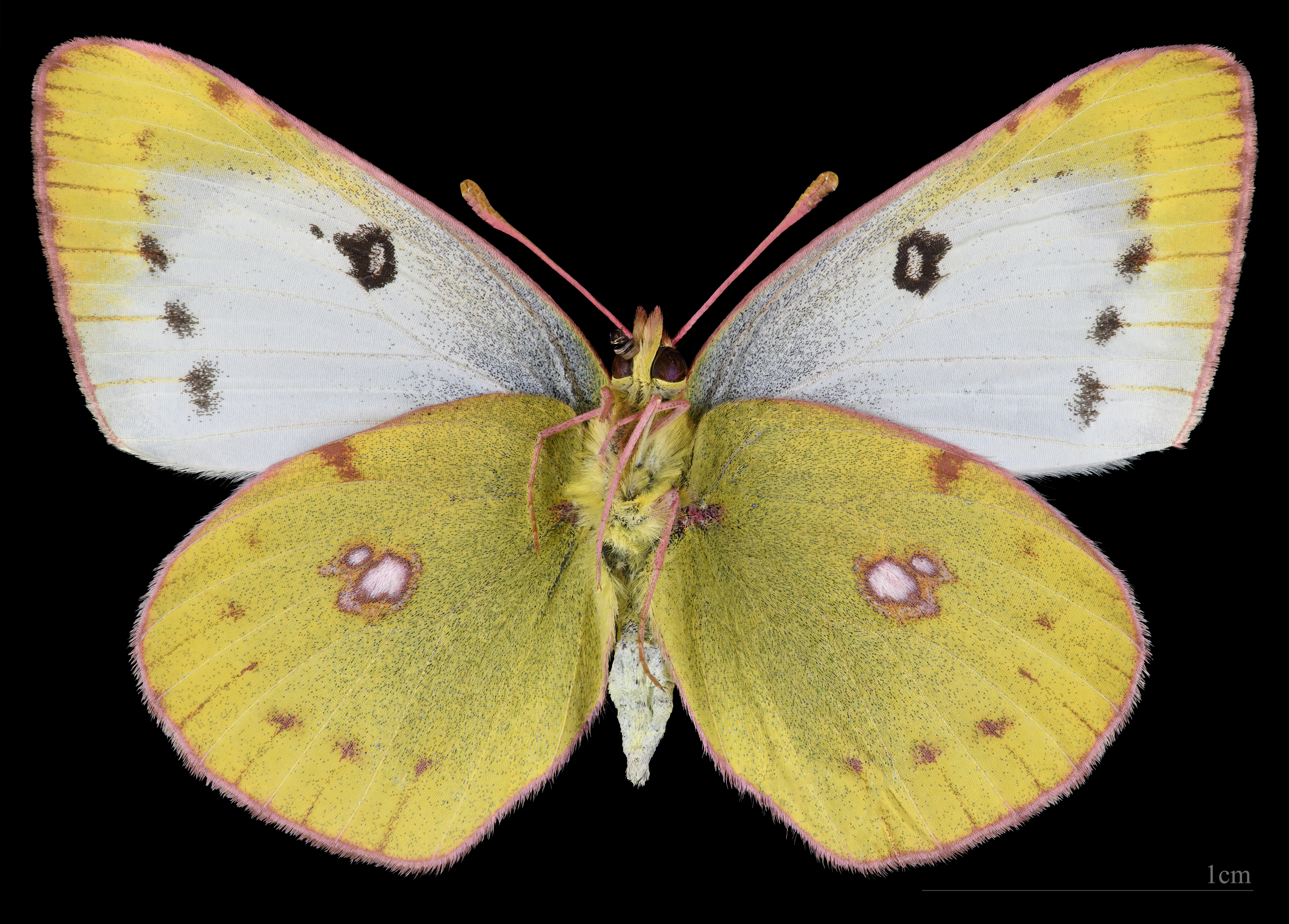
Colias hyale ♀ △ MHNT

### Imago
Sur le verso, le mâle est jaune clair alors que la femelle est blanche et tous deux ont l'apex de l'aile antérieure de forme triangulaire noir taché de clair et un point noir. Le revers est jaune vif chez le mâle et la femelle, celle-ci ayant l'aile antérieure plus blanche. Au centre de l'aile postérieure apparaît une marque blanche cernée de rosé.

#### Espèce ressemblante
Colias alfacariensis Ribbe, 1905 (le Fluoré).

### Chenille
Les œufs éclosent vite et donnent des chenilles à tête verte et corps vert vif à points noirs aux flancs ornées d'une raie blanchâtre à traits rouge orangé.
La chrysalide est aussi vert vif avec une raie jaune.

## Biologie

### Période de vol et hivernation
Le Soufré hiverne sous forme de chenille.
Il vole de mai à septembre, en deux à trois générations.

### Plantes hôtes
Les plantes hôtes de sa chenille sont des légumineuses, la luzerne et le trèfle.

## Écologie et distribution
Le Soufré est présent dans toute l'Europe centrale et méridionale, dans le sud de la Russie et en Asie mineure. Il est absent du Portugal, de l'Italie et de la Grèce. C'est un migrateur qui arrive au printemps dans le sud de l'Angleterre et en Scandinavie.
En France il est présent dans de nombreux départements mais les données manquent pour confirmer sa présence en Corse, dans les Côtes-d'Armor, en Mayenne, dans les Pyrénées-Atlantiques, en Ariège, en Aveyron, en Lozère, en Tarn-et-Garonne et en Haute-Garonne.

### Biotope
Le soufré affectionne les prairies fleuries, jusqu'à 2 000 m au moins.

### Protection
Il n'a pas de statut de protection particulier.